# 天然もろこし
天然もろこし（てんねんもろこし）は松竹芸能所属のお笑いコンビ。2002年結成。

## メンバー
- 植山 由美子（うえやま ゆみこ、1980年5月11日（45歳） - ）

ボケ担当。大阪府出身。血液型A型。兄が2人いる。
2020年4月に同じ松竹芸能所属の森直樹（トライアングル）と結婚。
THE YELLOW MONKEY大好き芸人でもある。
- 関根 知佳（せきね ちか、1980年6月5日（45歳） - ）

ツッコミ担当。鹿児島県出身。

## 概要
- 放送芸術学院の同級生で結成、主にコントを行っている。コントのオチが変わっているものがある。
- 同じ事務所の梅小鉢とは、よく番組で共演している。
- 2018年5月11日、「いずみの国和泉市ＰＲ大使」に任命された。

## 受賞歴
- 2004年 第25回ABCお笑い新人グランプリ新人賞受賞
- 2006年 第27回ABCお笑い新人グランプリ優秀新人賞受賞
- 2010年9月23日 とんねるずのみなさんのおかげでした 博士と助手〜細かすぎて伝わらないモノマネ選手権〜 第16回大会準優勝 - 植山のみ。B級シリーズの効果音のものまねを披露。
  - 第20回（未公開版、2014年7月10日放送分）ではコンビで出場した。

## 出演

### テレビ
- 爆笑ピンクカーペット （フジテレビ）-キャッチコピーは「笑いをほおばれ」
- お笑い登龍門ガッハ　（フジテレビ721）
- 痛快!体当たりドキュメント TEPPAN!! （MONDO21）
- 痛快!明石家電視台～松竹芸人50人大集合SP～ （毎日放送）
- ますだおかだ角パァ!  （朝日放送）
- わらいのちから  （ケーブルテレビ）
- チュートリアルのチューして! （関西テレビ）
- 花影忍法帳コミ☆トレ （NHK教育）　第11回、第33回（植山のみ）
- とんねるずのみなさんのおかげでした「博士と助手〜細かすぎて伝わらないモノマネ選手権〜」（フジテレビ、2010年9月23日）- 植山のみ
- 水曜エンタ!～笑う経済白書THEピンキリSHOW～（TBSテレビ）- 2012年3月14日、植山のみ

他